# 古川一郎・二三子
古川一郎・二三子（ふるかわいちろう・ふみこ）は戦後にかけて活躍した夫婦音曲漫才コンビ。コンビ結成時期不明。

## 来歴・芸風
古川一郎は楽劇団「古川一萬一座」を率いた古川一萬の実子で大阪府大阪市の生まれ、1936年の5歳のときに初舞台を踏む。終戦直後は台湾、朝鮮、満州などを慰問した。大阪府立天王寺中学校（現在の大阪府立天王寺高等学校）出身。のちに松原千賀七にアコーディオンを習い、のらくろショウに8年間在籍。
古川二三子は兵庫県神戸新開地のお茶屋の娘。もろ多玉枝・広多成三郎の門下で1941年に大谷夢蝶の名で同じ一門の荒川小玉と組み初舞台を踏む。1952年にのらくろショウに入った。そこで知り合った二人が結婚しコンビを組んだ。
戦後長らく西成区山王にあった芸人が多く住んだ地域「てんのじ村」に住み、余興や地方の営業中心で神戸松竹座に出ていた時期もある、戎橋松竹、松竹芸能の角座、吉本興業の花月など主要劇場はほとんど上がっていなかった。また新世界にあった朝日劇場（現在の大衆演劇の劇場）の社長・橋本繁太郎の息子と同級生だったためにお世話になっていた時期もありよく劇場に上がっていた。
晩年の1995年ごろは二三子が腎不全で人工透析で入退院を繰り返していたためほとんど舞台に上がっていなかった。
一郎のアコーディオン、二三子が三味線を持った、オーソドックスな歌謡曲の音曲漫才であった。

## メンバー
- 古川一郎（ふるかわいちろう、本名・古川喜一郎、1930年8月30日 - 2014現在も大阪市在住）立ち位置は向かって左。
- 古川二三子（ふるかわふみこ、本名・古川文子、1940年（1926年？）11月9日 - 数年前に没）立ち位置は向かって右。

## エピソード
一郎は重度のヒロポン中毒であった。私生活が乱れるほどであった。